# Oral
|  | Aquest article tracta sobre la ciutat. Vegeu-ne altres significats a «Oral (riu)». |

Oral (kazakh: Орал) és una ciutat del Kazakhstan i capital de la província del Kazakhstan Occidental. És a l'aiguabarreig dels rius Ural i Txagan, a prop de la frontera de Rússia. Com que és a la riba dreta del riu Ural es troba al continent europeu. La seva economia es basa en l'agricultura i la indústria i a més a més és un important nus de comunicacions entre Europa i Sibèria. Les ètnies dominants són l'eslava (54%) i la kazakh (36%). La van fundar els colonc cosacs en 1614 durant l'expansió de l'Imperi Rus per l'estepa, un cop conquerits el Kanat de Kazan en 1552 i el Kanat d'Astracan en 1556.

## Denominació
Abans de 1775 es coneixia com a Iaitsk (rus: Яицк) i es canvià pel nom rus d'Uralsk (rus: Уральс) per decret de Caterina II de Rússia després de suprimir la revolta de Pugatxov. i amb la proclamació de la independència el 1991 prengué el nom actual.

## Galeria

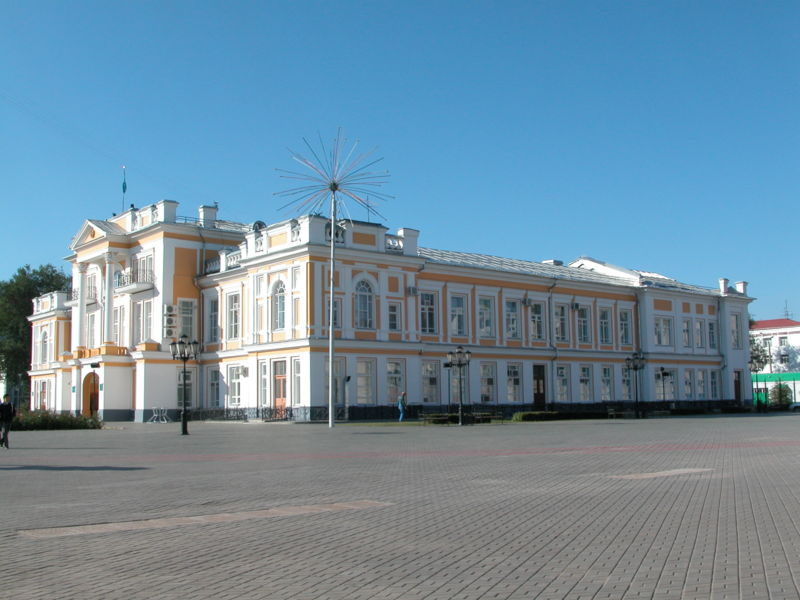
Ajuntament
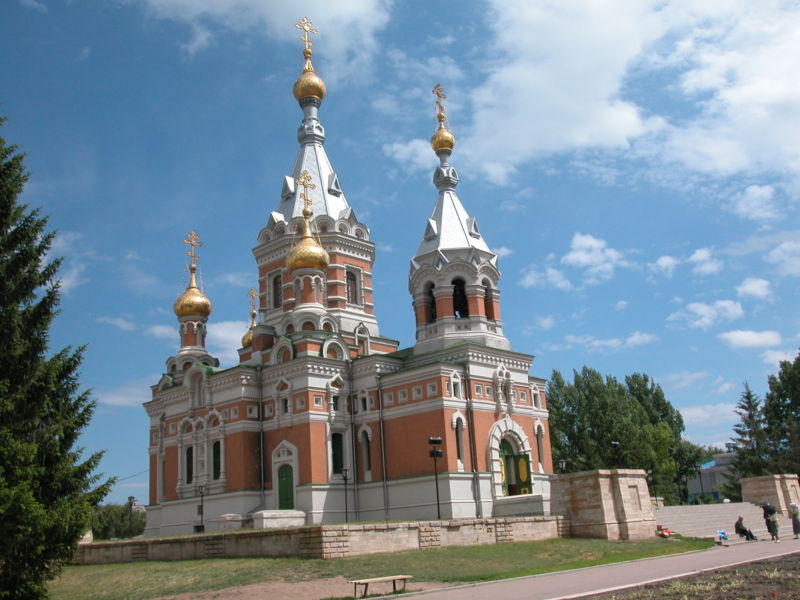
Església del Salvador (1891)